# Jean-Claude Killy
Jean-Claude Killy (n. 30 august 1943, Saint-Cloud, Île-de-France, Franța) este un schior alpin ce a reprezentat Franța, medaliat olimpic. A participat la 2 ediții ale Jocurilor Olimpice (1964, 1968) în care a câștigat 3 medalii de aur.